# Stéphane Laimé
Stéphane Laimé (* 1966 in La Terté-Bernard, Bretagne) ist ein französischer Bühnenbildner. Er wurde für seine Arbeit unter anderem mit dem Nestroy-Theaterpreis und dem Opus Prize ausgezeichnet.

## Leben
Laimé wurde 1966 in La Terté-Bernard in der Bretagne geboren. Nach dem Ende seiner Schullaufbahn verließ er sein Elternhaus, um einen Weg für die Musik beziehungsweise für die Kunst einzuschlagen. Laimé absolvierte weder ein Studium noch einen Ausbildungsabschluss. Er meint, er habe durch „Herumkommen und Erfahrungen sammeln“ seine Tätigkeit erlernt.
Spontan arbeitete Laimé für Manu Chao sowie für Agnès Varda und war Anfang der 1990er Jahre Teil der Handwerkermannschaft im Film Delicatessen. Er arbeitete auch mit Royal de Luxe und war Bühnenbildassistent von Andrea Breth, Luc Bondy, Robert Wilson und Klaus Michael Grüber. In Paris lernte Laimé den deutschen Regisseur Klaus Michael Grüber kennen, dessen Arbeitsweise er sich zum Vorbild nahm.
In Erlangen lernte Laimé durch eine Freundin, die dort studierte, Jan Bosse kennen, mit dem er seit 1997 an allen seinen Inszenierungen zusammenarbeitet. Unter anderem arbeiteten sie 2007 an William Shakespeares Hamlet am Schauspielhaus Zürich, 2006 am Maxim-Gorki-Theater an Johann Wolfgang von Goethes Werk Die Leiden des jungen Werthers, 2009 an Leonce und Lena von Georg Büchner und 2012 an Platonow am Thalia Theater in Hamburg.
Neben seiner Zusammenarbeit mit Bosse gestaltete Laimé für die Regisseure Stefan Pucher, Thomas Ostermeier und Thomas Dannemann als Hauptbühnenbildner das Bühnenbild mit. Am Hamburger Thalia Theater war Laimé an Produktionen wie 2004 für eine Inszenierung von Goethes Faust und 2009 für eine Inszenierung von Henrik Ibsens Werk Peer Gynt beteiligt. 2007 erhielt Laimé den Nestroy-Theaterpreis und 2008 wurde er mit dem Opus Prize ausgezeichnet. Im Jahr 2011 wurde Laimé für seine Arbeit an Arthur Millers Dramenaufführung Tod eines Handlungsreisenden zum Bühnenbildner des Jahres gewählt.
Laimé arbeitete auch am Deutschen Theater Berlin, bei den Wiener Festwochen, am Schauspiel Frankfurt, an den Münchner Kammerspielen und am Deutschen Schauspielhaus Hamburg.

## Inszenierung
Laimé arbeitet in seinen Stücken stark mit dem Publikum. In Hamlet saßen beispielsweise Schauspieler und Zuschauer gemeinsam an weiß gedeckten Tischen, um eine Hochzeit, eine Thronbesteigung und eine Beerdigung zu durchleben. Simone Kaempf vom Goethe-Institut schrieb über Laimés Werkewahl und Inszenierung: „Dass der Bühnenbildner Stéphane Laimé tatsächlich eine Vorliebe für William Shakespeare und Anton Tschechow hegt, lässt sich an seiner Werkliste erkennen. Immer wieder hat er […] an diesen Klassikern gearbeitet und sich im Laufe der Jahre ihren inhaltlichen Reichtum erschlossen. […] Aus […] Überlegungen entwickelt Laimé Bühnenbilder, die sich im Laufe einer Inszenierung spezifisch verwandeln und oft mehrere inhaltliche Aspekte in sich bergen.“